# 後龍山摩崖造像
後龍山摩崖造像位於四川省自貢市榮縣，文物遺址年代判定為唐。2012年7月16日公佈為第八批四川省文物保護單位。
後龍山摩崖造像位於四川省自貢市榮縣旭陽鎮天車村，為唐代摩崖石刻造像，分佈面積約17300平方米。該造像共3龕，分別為彌勒坐佛龕、鬼王龕及舍利塔龕。三龕呈等邊三角形分佈，其中的彌勒坐佛造像坐北向南，通高6.33米，頭飾螺髻，耳墜大環，雙手佩環，於胸前結法印，造型性特。後龍山摩崖造像對研究佛教在西南地區的發展及石刻造像藝術提供了重要的實物資料。1993年，後龍山摩崖造像被榮縣人民政府公佈為縣級文物保護單位；2009年，後龍山摩崖造像被自貢市人民政府公佈為市級文物保護單位。